# Kleinkomponentenautomation
Aufgrund diverser Qualitätsanforderungen bei der industriellen Erzeugung von Produkten ist die Zufuhrautomatisierung von Kleinmengen, die Kleinkomponentenautomation, gängiger Bestandteil des Herstellungsprozesses von vorangestellten Mischungen.
Mischungen werden heute in der Industrie hauptsächlich über Batchprozesse hergestellt. Da in vielen Fällen nicht alle an der Mischung beteiligten Komponenten direkt eingebracht werden können, kommen Hybridprozesse zum Einsatz. 
Hierbei werden in einem vorgeschalteten Arbeitsschritt Vormischungen (Premix) hergestellt, die dann als eine einzelne Kleinkomponente über ein kontinuierliches Dosiersystem geregelt dem Prozess automatisch zugeführt werden. 
Abhängig vom Endprodukt werden für Nahrung, Pharmazie, Chemie- und Kunststoffe unterschiedliche Mischprozesse eingesetzt. 
Beispiele für den Einsatz von Kleinkomponenten in der Industrie:

## Horizontalmischer
Das Prinzip des Horizontalmischers ist weit verbreitet und kommt in fast allen Industrien zum Einsatz. Speziell bei der Herstellung bauchemischer Produkte ist die Zuführung über das Turmkonzept mit vertikalem Materialfluss und Kontrollsiebung aller eingesetzten Rohstoffe energieeffizient automatisiert. Kleinkomponenten dienen den Mischungen als Steueradditive, wie Beschleuniger oder Verzögerer. Typische Produkte, die auf einer solchen Anlage mit Kleinkomponentenautomation gefertigt werden, sind z. B. Fliesenkleber, Natursteinkleber, Fugenmörtel und Wandspachtelmassen.

## Vertikalmischer
In der Lebensmittelindustrie wird dieses Mischerprinzip für die Herstellung von Fertigsuppen, Aromen, Gewürzmischungen und Lebensmittelzutaten eingesetzt. Sie erzeugen homogene Mischungen. Zudem bieten sie die Option, nicht nur Trockenstoffe, sondern auch Flüssigkomponenten einzumischen. Das System vermeidet Kreuzkontamination, speziell bei Kleinkomponenten und ermöglicht eine sichere Chargentrennung.

## Rührwerksbehälter
Bei der Produktion von Joghurts, Süßspeisen und Schokoladenfüllungen wird dieses Mischprinzip eingesetzt, um Trockenstoffe mit Flüssigkeiten homogen zu mischen. Kleinmengen und Zutaten werden bedienergeführt gewogen und  kontrolliert dem Mischprozess automatisch zugeführt.

## Kneter
Kneter sind sowohl im Bereich der Frisch- und Dauerbackwarenherstellung als auch bei der Herstellung von Teiglingen verbreitet. Typische Produkte, die mit Knetern produziert werden, sind z. B. Brot, Kekse und Waffeln. Die Hauptrohstoffe wie Mehle und Zucker werden mit Saugwiegesystemen auf den Kneter gefördert. Weitere Kleinkomponenten wie Backmittel, Gewürze, Hefe, Kakao und Fett, aber auch flüssige Zutaten können je nach Einsatzfall mit Hilfe von automatisch speziellen Systemen zugeführt werden.